# Parasterope quadrata
Parasterope quadrata is een mosselkreeftjessoort uit de familie van de Cylindroleberididae. De wetenschappelijke naam van de soort is voor het eerst geldig gepubliceerd in 1898 door Brady.